# Zbrodnie nacjonalistów ukraińskich w powiecie żydaczowskim

Powiat żydaczowski na mapie województwa stanisławowskiego

Zbrodnie nacjonalistów ukraińskich w powiecie żydaczowskim – lista zbrodni nacjonalistów ukraińskich na ludności polskiej w powiecie żydaczowskim w okresie II wojny światowej.

## Tabela
| Zbrodnie według miejscowości          | Gmina           | Data |
| ------------------------------------- | --------------- | --- |
| Zbrodnia w Antoniówce                 | Gmina Żurawno   | 16 lipca 1944                                                                                            |
| Zbrodnia w Brzezinie                  | Gmina Rozdół    | styczeń 1945                                                                                             |
| Zbrodnia w Demence Poddniestrzańskiej | Gmina Rozdół    | styczeń 1945                                                                                             |
| Zbrodnia w Demni                      | Gmina Mikołajów | kwiecień 1944                                                                                            |
| Zbrodnia w Derżowie                   | Gmina Rozdół    | 9/10 maja 1944                                                                                           |
| Zbrodnia w Iwanowcach                 | Gmina Żydaczów  | kwiecień 1945                                                                                            |
| Zbrodnia w Kochiwanie                 | Gmina Ruda      | 1942 |
| Zbrodnie w Lubszy                     | Gmina Żurawno   | 1944, lipiec 1945                                                                                        |
| Zbrodnie w Mikołajowie                | Gmina Mikołajów | 27/28 kwietnia 1944, 4 maja 1944                                                                         |
| Zbrodnie w Rozdole                    | Gmina Rozdół    | 1942, 1943, styczeń 1944, 6 maja 1944, wrzesień 1944, 16/17 grudnia 1944, 21 stycznia 1945, 20 maja 1945 |
| Zbrodnia w Trościańcu                 | Gmina Mikołajów | kwiecień 1944                                                                                            |
| Zbrodnia w Żyrawie                    | Gmina Ruda      | listopad 1944                                                                                            |